# Università statale di Ul'janovsk
L'Università statale di Ul'janovsk (UlGU, in russo Ульяновский государственный университет?, Ul'janovskij gosudarstvennyj universitet) è un ente di istruzione accademica russo situato a Ul'janovsk.

## Struttura
- Facoltà di matematica e tecnologie dell'informazione e dell'aviazione
- Facoltà di fisico-ingegneristica delle alte tecnologie
- Facoltà di legge
- Facoltà di scienze umanistiche e tecniche sociali
- Facoltà di arte e cultura
- Facoltà dei trasporti
- Facoltà di formazione continua degli insegnanti
- Facoltà di economia umanistica
- Istituto di economia e business
- Istituto di medicina, ecologia e cultura fisica
- Istituto di relazioni internazionali
- Istituto di formazione continua
- Istituto di ricerca tecnologica
- Istituto di alte tecnologie automobilistiche